# 김석범 (소설가)
김석범(金石範, 1925년 10월 2일~)은 재일 한국인 소설가이다.

## 개요
오사카시에서 태어났으며, 부모는 제주도 출신이다. 2차대전 중에 제주도에 살면서 독립운동가들과 교류를 했다. 45년 오사카에서 종전을 맞았고 직후에 서울로 갔다가 46년에 일본으로 돌아와 일본에서 계속 지냈다. 간사이 대학에서 경제학을 교토 대학 문학부 미학과를 졸업했다.
일본에 돌아온 48년, 제주 4·3 사건이 발생해 제주인들이 억압, 학살당했다. 이후 김석범은 4.3 사건을 지속적인 작품의 소재로 삼았으며 2015년 4.3 평화상 1회 수상자가 되기도 했다..
57년 잡지 문예수도(文藝首都)에 간수 박서방(看守朴書房), 까마귀의 죽음(鴉の死)을 발표했으나 별 반응은 없었다. 당시 김석범은 조선신보에서 기자를 하는 등 재일본조선인총련합회과 관계를 맺고있었지만 67년 까마귀의 죽음을 단행본으로 출간한 이후 조직과 멀어졌다.
단행본 출간 이후 일본어로 창작하게 되었다. 70년의 만덕유령기담(万徳幽霊奇譚)으로 널리 인정받은 작가가 되었다. 제주도를 소재로 한 작품들은 토속적인 느낌도 있지만 정치의 폭력에 대한 문학의 답변이라 할 수 있다. 76년부터 장기 연재된 화산도(火山島)는 그 대표적인 작품이다. 잡지 문학계(文學界)에 연재될 당시에는 해소(海嘯)라는 이름이었으나 단행본으로 출간되면서 제목을 바꾸었다. 84년 오사라기 지로상(大佛次郎賞) 98년 마이니치 예술상(毎日芸術賞)을 받았다.
그는 문학과 정치는 떨어질 수 없다고 생각하는 사람으로 김달수 (소설가) 등과 창간한 계간 삼천리(季刊三千里)도 김달수 등이 독재정권 시대에 한국에 방문하자 편집위원을 사임한 것도 그의 입장과 관련이 있다. 또 조선적을 북쪽도 남쪽도 아닌 준 통일국적이라고 생각하며 유지한 사람 중 한명이다. 이회성 (소설가)의 한국 국적 취득을 비판했고 이것이 논쟁으로 발전한 적도 있다. 한국정부의 수차례에 걸친 초청을 거절한 것도 한국 국적 취득이 조건이었기 때문이다. 88년에는 민간단체의 초청으로 조선적을 유지한 채 서울특별시와 제주도를 방문한 적이 있다.
2015년 제1회 제주 4.3 평화상 수상자로 선정됐고 시상식에서 이승만을 비판하는 발언을 했다가 보수 진영 국회의원 등으로부터 호된 비판을 받았다. 같은 해인 2015년 10월, <화산도> 한국어판이 국내에서 출간됐지만입국을 거부당해 출판 기념회에 참석하지 못했다..

## 저서 목록
- 까마귀의 죽음 『鴉の死』新興書房、1967年
- 화산도 『火山島』 1967年-1997年 ：全7巻、文藝春秋、1983年1月 - 1997年9月。ISBN 978-4-16-363170-7- ISBN 978-4-16-363620-7